# Raifatukleten
Raifatukleten („Unter-Raifatuk“) ist ein osttimoresischer Ort im Suco Leolima (Verwaltungsamt Balibo, Gemeinde Bobonaro). Er liegt in einer Meereshöhe von 211 m, im Süden der Aldeia Raifatuk.
Die Siedlung liegt südlich des Laecouken an der Überlandstraße von Batugade nach Maliana. Weiter nördlich befindet sich das Nachbardorf Diruana, das auch Raifatuk genannt wird. Östlich von Raifatukleten liegt an der Überlandstraße das Dorf Sosoana. Westlich befindet sich, vorbei an einem Steinbruch, der Ort Fiuren. Er wechselte 2015 vom Suco Leolima zum Suco Balibo Vila.